# 通関業務
通関業務（つうかんぎょうむ）とは、貿易における貨物の輸入及び輸出等、貨物の通関及びそれに付随する、各種法的効果を伴う手続きの事であり、輸出入に関わる取引主体（貨物を輸出入しようとする個人・企業）が行う。
また、通関業者や輸入代行業者などに代行させることもできる。

## 業務
- 税関官署に対する輸入及び輸出の申告
- 輸入貨物に係る関税・消費税、延滞税、重加算税等の申告及び納付、更正・関税の還付の請求、修正申告、関税の減税・免税に係る制度の適用手続
- 通関業務に関して税関官署が為した各種行政処分（例えば輸出や輸入の不許可等）に対して不服がある場合は、税関官署に対して行う主張・陳述（不服申立・審査請求）